# Bours (Alti Pirenei)
Bours è un comune francese di 787 abitanti situato nel dipartimento degli Alti Pirenei nella regione dell'Occitania.

## Società

### Evoluzione demografica
Abitanti censiti